# Państwowa Szkoła Sztuki Cyrkowej w Julinku
Państwowa Szkoła Sztuki Cyrkowej w Julinku – jedyna w Polsce szkoła kształcąca w zawodzie aktora cyrkowego.
Państwowa Szkoła Sztuki Cyrkowej została utworzona Zarządzeniem Ministra Kultury i Sztuki z dnia 28 czerwca 1999 i kontynuuje tradycje Państwowej Szkoły Cyrkowej (działającej w Julinku w latach 1967–1971) oraz Państwowego Studium Cyrkowego (działającego w Julinku w latach 1971–1999).
W okresie od dn. 1 września 1999 r. do dn. 31 października 2014 r. siedziba szkoły znajdowała się w Warszawie:
- do dn. 31 stycznia 2010 r. – przy ul. Narbutta 65/71;
- od dn. 1 lutego 2010 r. – przy ul. Sołtyka 8/10.

Aktualny adres szkoły to: Julinek 1, 05-084 Leszno k/Błonia.
| Lp. | Lata      | Imię i nazwisko    |
| --- | --------- | ------------------ |
| 1.  | 1967-1969 | Leon Pietruch      |
| 2.  | 1969-1971 | Stanisław Pietruch |

| Lp. | Lata      | Imię i nazwisko       |
| --- | --------- | --------------------- |
| 1.  | 1971-1974 | Stanisław Pietruch    |
| 2.  | 1974-1981 | Januariusz Malczewski |
| 3.  | 1981-1984 | Janusz Mitura         |
| 4.  | 1984-1991 | Bronisław Rybałko     |
| 5.  | 1991-1999 | Anna Borkowska        |

| Lp. | Lata      | Imię i nazwisko     |
| --- | --------- | ------------------- |
| 1.  | 1999-2008 | Janusz Mitura       |
| 2.  | od 2008   | Jerzy Kasprzykowski |